# Paul Abert
Paul Abert (* 16. März 1879 in Ilfeld; † 12. Januar 1947 in Bad Harzburg) war ein deutscher evangelischer Theologe und Schriftsteller.

## Leben
Paul Abert wurde in Ilfeld bei Nordhausen geboren. Er studierte Theologie und übernahm anschließend eine Pfarrstelle in Elbingerode im Harz. Er wechselte 1928 als Superintendent nach Lesum bei Bremen. Dort war er Seelsorger an der St.-Martini-Kirche. Nach seiner Emeritierung am 1. Mai 1944 zog er nach Bad Harzburg, wo er 1947 starb.
Abert war auch als Schriftsteller tätig. Er schuf die 1926 erschienene Erzählung Die Heimat unter dem Brocken aus den Chroniken Elbingerodes. Diese wurde von Karl Petri als Basis für das gleichnamige Bühnenspiel genutzt. Es folgten 1927 der Roman Graf Bernhard und die Heilige und 1929 die Erzählung Die letzte Furche. Letztere handelt von einem Bauern, der durch die Härte des Dreißigjährigen Kriegs aus der Bahn geworfen wird.

## Schriften (Auswahl)
- Durch den Harz, Storm Reiseführer, Kursbuch- und Verkehrs-Verlagsgesellschaft, Leipzig, 1926.
- Die Heimat unter dem Brocken, 1926.
- Graf Bernhard und die Heilige – Roman aus dem 9. Jahrhundert, Verlag Otto Paulmann, Wernigerode, 1927.
- Die letzte Furche, Verlag Otto Paulmann, Wernigerode, 1929.